# Castelões (Chaves)
Castelões é uma pequena aldeia portuguesa localizada na Freguesia de Calvão e Soutelinho da Raia, cujo topónimo lhe advém do Castelo, designação dada ao cimo da povoação. Também foi aldeia castreja; bem perto situa-se o Outeiro dos Mouros, à volta do qual ainda permanecem arruinados dois panos de muralha.
Diz Alexandre Herculano que os tenentes ou governadores dos castros, espalhados avulsamente pelo país, eram "denominados por castelões ou castelãos". Próximo desta aldeia passava uma importante via militar romana. Possui uma igreja barroca, muito bem conservada. No centro da aldeia eleva-se o Cruzeiro de Castelões de 1879, obra artística que apresenta Cristo Crucificado numa face e a Senhora da Piedade na face oposta.
Possui ainda o forno do povo, memória da vida comunitária que era característica nesta região. A escola do primeiro ciclo do ensino básico é frequentada por 6 alunos (atualmente encerrada por decisão governamental). Possui também o seu Centro Cultural e Desportivo, com a missão de promover a ocupação e o lazer dos residentes.
Perto da aldeia situa-se o Santuário da Senhora do Engaranho, também de muita devoção popular. É advogada das doenças das pernas. Para a cura, o ritual consta da lavagem do doente na piscina natural da rocha, largar a roupa que trazia vestida, vestir uma outra e regressar por outro caminho.

## Textos de Miguel Torga
Visita à Senhora do Engaranho, pobremente recolhida numa ermida tosca da serra, com lindas vistas e muita solidão. É um consolo verificar como o nosso povo teve artes de arranjar em todas as horas advogados para todas as aflições. A desgraça é que os arranjou no céu. 
Peregrinação contrita à Senhora do Engaranho, desta vez por minha intenção, na esperança de que ela seja também advogada dos enjeridos do espírito. 